# Ejer Bavnehøj
Ejer Bavnehøj (staves også Ejer Baunehøj) er Danmarks tredjehøjeste ikke-menneskeskabte punkt med sine 170,35 meter over havoverfladen.
Ejer Bavnehøj ligger i Ejer Bjerge i den sydlige del af Skanderborg Kommune mellem landsbyerne Riis og Ejer.

## Højdepunkter i nærheden
I nærheden af Ejer Bavnehøj ligger et andet højtliggende punkt, Yding Skovhøj, som når en højde af 172,66 meter over havet inklusive en menneskebygget bronzealderhøj. Uden bronzealderhøjen er Yding Skovhøj en anelse lavere end Danmarks højeste ikke-menneskeskabte punkt, Møllehøj med 170,86 meter, som er 51 cm højere end Ejer Bavnehøj. Møllehøj ligger kun 200 meter vest for Ejer Bavnehøj.

## Historie
I 1920 rejste man en genforeningssten på toppen.
I 1924 fuldendtes et tårn på toppen med inskriptionen: Rejst af det danske folk og Nordslesvig genforenet med moderlandet i 1920
Det er den mest kendte bavnehøj, hvor man tændte signalbål for at advare militær og befolkning, hvis fjenden var på vej.
I 1917 blev et mindre areal på 0,3 hektar af Ejer Bavnehøj fredet, en fredning der regnes for den første efter den første naturfredningslov der blev vedtaget dette år. For at bevare udsigten og for at skabe bedre forhold for de besøgende blev et areal på 3,3 hektar fredet i 2006.

## Genforeningstårnet
Efter en folkeindsamling i 1923 blev der bygget et tårn på toppen, det er tegnet af Jens Laustsen. Tårnet er 12,5 meter højt, og blev rejst til et minde om genforeningen med Sønderjylland efter 1. verdenskrig. Der er en god udsigt fra tårnet, og man kan i klart vejr se til Samsø og Lillebæltsbroen.